# Asellus Borealis
Asellus Borealis (gamma Cancri) is een ster in het sterrenbeeld Kreeft (Cancer).